# Dryade des Bois
Dryade des Bois, född 1991, var ett franskt varmblodigt travsto som tävlade mellan åren 1994 och 1998 och sprang in nästan 11 miljoner kronor. Hon tränades av Jean Baptiste Bossuet och kördes i de flesta storlopp av Joseph Verbeeck. Tävlingskarriären avslutades med 18 segrar och 48 topp 3 placeringar på 81 starter. Hennes överlägset största seger kom i det franska storloppet, av många ansett som världens största travlopp, Prix d' Amerique i januari 1998. Efter tävlingskarriären var hon verksam i avel och blev bland annat mormor åt den franska derbyvinnaren (2013) Voltigeur de Myrt.